# Björn Kircheisen
Björn Kircheisen (Erlabrunn, RDA, 6 de agosto de 1983) es un deportista alemán que compitió en esquí en la modalidad de combinada nórdica. 
Participó en cuatro Juegos Olímpicos de Invierno, obteniendo en total cuatro medallas en la prueba por equipo, plata en Salt Lake City 2002 (junto con Georg Hettich, Marcel Höhlig y Ronny Ackermann), plata en Turín 2006 (con Jens Gaiser, Ronny Ackermann y Georg Hettich), bronce en Vancouver 2010 (con Johannes Rydzek, Tino Edelmann y Eric Frenzel) y plata en Sochi 2014 (con Eric Frenzel, Johannes Rydzek y Fabian Rießle).
Ganó 12 medallas en el Campeonato Mundial de Esquí Nórdico entre los años 2003 y 2017.

## Palmarés internacional
| Juegos Olímpicos   | Juegos Olímpicos                | Juegos Olímpicos  | Juegos Olímpicos         |
| Año                | Lugar                           | Medalla           | Prueba                   |
| ------------------ | ------------------------------- | ----------------- | ------------------------ |
| 2002               | Salt Lake City (Estados Unidos) | Medalla de plata  | TN + 4 × 5 km por equipo |
| 2006               | Turín (Italia)                  | Medalla de plata  | TN + 4 × 5 km por equipo |
| 2010               | Vancouver (Canadá)              | Medalla de bronce | TN + 4 × 5 km por equipo |
| 2014               | Sochi (Rusia)                   | Medalla de plata  | TN + 4 × 5 km por equipo |
| Campeonato Mundial |                                 |                   |                          |
| Año                | Lugar                           | Medalla           | Prueba                   |
| 2003               | Val di Fiemme (Italia)          | Medalla de plata  | TN + 4 × 5 km por equipo |
| 2005               | Oberstdorf (Alemania)           | Medalla de plata  | TN + 15 km individual    |
| 2005               | Oberstdorf (Alemania)           | Medalla de plata  | TN + 4 × 5 km por equipo |
| 2007               | Sapporo (Japón)                 | Medalla de plata  | TN + 4 × 5 km por equipo |
| 2007               | Sapporo (Japón)                 | Medalla de bronce | TG + 7,5 km individual   |
| 2009               | Liberec (República Checa)       | Medalla de plata  | TG + 10 km individual    |
| 2009               | Liberec (República Checa)       | Medalla de plata  | TG + 4 × 5 km por equipo |
| 2011               | Oslo (Noruega)                  | Medalla de plata  | TN + 4 × 5 km por equipo |
| 2011               | Oslo (Noruega)                  | Medalla de plata  | TG + 4 × 5 km por equipo |
| 2013               | Val di Fiemme (Italia)          | Medalla de bronce | TN + 10 km individual    |
| 2017               | Lahti (Finlandia)               | Medalla de oro    | TN + 4 × 5 km por equipo |
| 2017               | Lahti (Finlandia)               | Medalla de bronce | TN + 10 km individual    |